# Magical Girl
Magical Girl è un film del 2014 diretto da Carlos Vermut.

## Trama
Luis (Luis Bermejo), un insegnante di letteratura disoccupato, cerca di soddisfare l'ultimo desiderio della figlia dodicenne Alicia (Lucía Pollán), malata terminale di cancro: possedere il costume ufficiale della serie a cartoni animati Magical Girl Yukiko. Il prezzo elevato del costume fa entrare Luis in una catena di insoliti e oscuri ricatti che coinvolge Damián (José Sacristán) e Barbara (Barbara Lennie), cambiando la loro vita per sempre.

## Riconoscimenti
- 2015 - Premio Goya
  - Migliore attrice protagonista a Bárbara Lennie
  - Nomination Miglior film
  - Nomination Miglior regista a Carlos Vermut
  - Nomination Migliore attore protagonista a Luis Bermejo
  - Nomination Migliore attore non protagonista a José Sacristán
  - Nomination Miglior attore rivelazione a Israel Elejalde
  - Nomination Migliore sceneggiatura originale a Carlos Vermut
- 2014 - Festival di San Sebastián
  - Concha de Oro a Carlos Vermut
  - Miglior regia a Carlos Vermut